# Bulbophyllum longhutense
Bulbophyllum longhutense là một loài phong lan thuộc chi Bulbophyllum.